# أراك عصي الدمع
أراك عصي الدمع هي قصيدة من قصائد الشاعر العربي أبي فراس الحمداني (من القرن العاشر الميلادي) وغنتها أم كلثوم بألحان مختلفة لملحنين مختلفين على فترات متباعدة.

## نبذة تاريخية
تبدو القصيدة للوهلة الأولى قصيدة تحكي عن العشق ولكن القصة التي خرجت بهذه القصيدة تروي بطولة أبي فراس الحمداني وإخلاصه لسيف الدولة الحمداني والذي كان يرى في أبي فراس الحمداني عدا عن كونه شاعراً شهدت له بلاغته وقصائده التي قربته من بلاط ابن عمّه سيف الدولة الحمداني، فارساً قرّبته صولاته وجولاته في شمال الدولة الحمدانية (شمال سوريا) في صد هجمات الروم للذود عن حكم بني حمدان.
كان أبو فراس الحمداني مقرباً من سيف الدولة في مجلسه الذي كان يجمع الشعراء والمفكرين وأهل العلم. وكان من أبرز من ظهر في عهد سيف الدولة الحمداني المتنبي الذي لم ينفك عن كتابة القصائد التي يمدح فيها المتنبي سيف الدولة الحمداني وبطولاته في صد هجمات الروم وحماية الدولة. ولكن ما ميّز أبا فراس الحمداني عن جموع الشعراء والمفكرين والعلماء هو براعته في الشعر وشجاعته في ساحات المعارك والغزوات ضد أعداء الدولة وتولّيه أحد ثغورها لصدّ الهجمات، الأمر الذي جعل لأبي فراس الحمداني منزلة رفيعة في نفس سيف الدولة وهذا ما أثار حفيظة الكارهين لأبي فراس في البلاط الحمداني.
رغم تمكن أبي فراس الحمداني بشجاعته من تخليص نفسه من الأسر مرتين من قبضة الروم يقع في الأسر للمرة الثالثة ويحكم الروم قبضتهم عليه فكتب أبو فراس الحمداني إلى سيف الدولة ليرسل للروم فدية خروجه من الأسر. وصلت رسائل أبي فراس الحمداني إلى ابن عمه الحاكم سيف الدولة فتجاهل الأخير هذه الرسائل بعدما التفّ حوله الواشون والكارهون لعودة أبي فراس الحمداني وإخبارهم لسيف الدولة أن خروجه من الأسر سوف يقدّمه بنحو ما إلى سدة الحكم آنذاك نظير صيته في ساحات المعارك وادّعاءهم طمع أبي فراس في الحكم. فما كان من سيف الدولة إلاّ أن تجاهل نداءات أبي فراس الحمداني وهو في الأسر فطالت به ليالي النفي والأسر. ولم ينفك أبو فراس الحمداني في كتابة القصائد التي امتلأت بمشاعر مازجها العتب والحزن على ما آل إليه ونسيان ابن عمّه له في الأسر. وعندما وصل حد يأسه من استجابته كتب قصيدة مطلعها «أراك عصيّ الدمع شيمتك الصبر..» وهو يصف نفسه ببيان عاشق مخلص لبلاده وحاكمها. وعندما وقعت هذه القصيدة في يدي سيف الدولة استشعر فيها العاطفة الصادقة لأبي فراس الحمداني واستذكار مآثره وفضله في حماية الدولة التي قوّضتها هجمات الروم المتكررة في غياب أبي فراس في الأسر، فما كان لسيف الدولة إلا أن جهز جيشه لاستعادة حلب التي وقعت في أيدي الروم، فحررها وأخرج جميع الأسرى من سجونهم بمن فيهم أبو فراس الحمداني.

## الأغنية
- تمتاز هذه القصيدة، مقارنة بالقصائد العاطفية الأخرى في الشعر العربي التقليدي، بالسهولة النسبية والوضوح في المعاني، ولعل هذا ما جعل أهل الغناء يتهافتون على غناءها.
- يقول مطلع القصيدة (التي يخاطب فيها الشاعر نفسه على الأرجح):

- غنت أم كلثوم أول مرة هذه القصيدة عام 1926 باللحن الذي وضعه في وقت سابق عبده الحامولي[3] (وهو من قام بغنائها على الأرجح).
- في منتصف الأربعينات غنت أم كلثوم هذه القصيدة بلحن مختلف جديد وضعه الشيخ زكريا أحمد.[3]
- في عام 1965 غنت أم كلثوم هذه القصيدة بلحن ثالث وضعه رياض السنباطي، وهذا اللحن هو الأكثر شهرة بين جمهور أم كلثوم خصوصاً أنه مصورٌ تلفزيونياً.[3]
- يبدو أن اللحن الأخير غنته أم كلثوم في نفس اليوم الذي غنت فيه إنت الحب كما يبدو من الحفلة التلفزيونية.[بحاجة لمصدر]
- في المقدمة الموسقية لهذه القصيدة تستخدم آلة البيانو ويعتبر هذا شيئاً غربياً بالنسبة للسنباطي الذي غلب على ألحانه الطابع الشرقي، خصوصاً القصائد، وربما هذا هي المرة الوحيدة التي تظهر فيها هذه الآلة خلف أم كلثوم.
- أداء اللحن يدل على احترافية من أم كلثوم ليس لأنها فقط تغني القصيدة لثالث مرة بلحن مختلف، بل لأن السنباطي لحن بعض أبيات القصيدة بأكثر من لحن مختلف مثل البيت الذي يقول:

- قام بأدائها، وبتوزيع مختلف الفنان عبد الكريم الكابلي من السودان. كما غناها أيضاً أيوب طارش بلحن يمني.
- كلمات الأغنية كما غنتها أم كلثوم

| أرَاكَ عَصِيَّ الدّمعِ شِيمَتُكَ الصّبرُ،         | أما للهوى نهيٌّ عليكَ ولا أمرُ ؟       |
| نعم أنا مشتاقٌ وعنديَ لوعة ٌ،          | ولكنَّ مثلي لا يذاعُ لهُ سرُّ !          |
| إذا الليلُ أضواني بسطتُ يدَ الهوى      | وأذللتُ دمعاً منْ خلائقهُ الكبرُ        |
| تَكادُ تُضِيءُ النّارُ بينَ جَوَانِحِي          | إذا هيَ أذْكَتْهَا الصّبَابَة ُ والفِكْرُ      |
| معللتي بالوصلِ، والموتُ دونهُ،         | إذا مِتّ ظَمْآناً فَلا نَزَل القَطْرُ!        |
| وفيتُ، وفي بعضِ الوفاءِ مذلة ٌ          | لفاتنة ٍ في الحي شيمتها الغدرُ       |
| تسائلني: " منْ أنتَ ؟ " ، وهي عليمة ٌ، | وَهَلْ بِشجى ً مِثْلي عَلى حَالِهِ نُكرُ؟       |
| فقلتُ، كما شاءتْ، وشاءَ لها الهوى :    | قَتِيلُكِ! قالَتْ: أيّهُمْ؟ فهُمُ كُثرُ         |
| وقلبتُ أمري لا أرى لي راحة ً،         | إذا البَينُ أنْسَاني ألَحّ بيَ الهَجْرُ      |
| فقالتْ: " لقد أزرى بكَ الدهرُ بعدنا!   | فقلتُ: "معاذَ اللهِ! بلْ أنت لاِ الدهرُ، |